# Albert Casimir van Saksen-Teschen

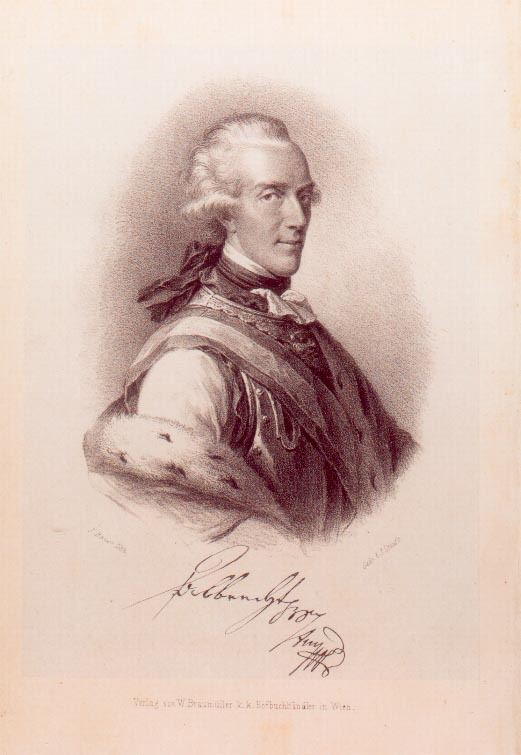
Albert Casimir

Albert (ook Albrecht) Casimir August Ignaz Pius Franz Xaver van Saksen (Moritzburg bij Dresden, 11 juli 1738 — Wenen, 10 februari 1822), hertog van Teschen, was landvoogd van de Oostenrijkse Nederlanden en kunstverzamelaar. Hij was een jongere zoon van Frederik August II van Saksen en Maria Josepha van Oostenrijk, dochter van keizer Jozef I.
Hij nam als vrijwilliger dienst in het Oostenrijkse leger en werd in 1760 luitenant-generaal. In 1766 trad hij in het huwelijk met aartshertogin Maria Christina van Oostenrijk, dochter van keizer Frans I Stefan en Maria Theresia. Omdat Frans Stefan kort tevoren was overleden werd er tijdens de bruiloft zwart gedragen. Het huwelijk, dat als gelukkig te kenmerken is, bracht Albert Casimir uit de nalatenschap van zijn schoonvader diens bezittingen rond Teschen in Silezië, waaraan de titel hertog van Teschen werd verbonden.
Na van 1765 tot 1780 te Presburg stadhouder van Hongarije te zijn geweest, werd hij in dat laatste jaar door Maria Theresia samen met zijn echtgenote tot landvoogd van de Oostenrijkse Nederlanden benoemd. Deze functie bracht echter geen politieke verantwoordelijkheid met zich mee. Tussen 1782 en 1784 werd voor het paar als buitenverblijf te Brussel het Kasteel van Laken gebouwd.
Albert ontvluchtte Brussel bij de Brabantse Omwenteling in 1789 met zijn vrouw en keerde pas in 1791 terug. In de  oorlog tegen Frankrijk voerde hij in 1792 het bevel over het leger voor Rijsel. Hij moest het beleg echter opgeven en, nadat hij bij Jemappes was verslagen, de Nederlanden andermaal verlaten. Hij streed in 1794 als rijksveldmaarschalk nog samen met Pruisen, maar verliet het leger op 25 mei 1795. 
Hierna vestigde hij zich samen met zijn vrouw in Wenen. Daar gaf hij grote sommen geld uit aan schetsen van bekende meesters als Albrecht Dürer, Rafaël en Peter Paul Rubens en aan kopergravures. Deze verzameling, die na zijn dood overging op zijn neef en adoptiefzoon aartshertog Karel, heet naar hem Albertina, bestaat nog steeds en is ondergebracht in zijn voormalige residentie. Na Maria Christina's dood aan tyfus (1798) liet hij Antonio Canova voor haar een grafmonument bouwen. Albert Casimir stierf op 10 februari 1822.
Uit hun huwelijk is een kind geboren dat al na één dag overleed, daarnaast adopteerde ze nog een kind:
- Maria Theresia van Saksen-Teschen (Wenen, 16 mei 1767 - aldaar, 17 mei 1767)
- Karel Lodewijk Johan Jozef Laurens (Florence, 5 september 1771 – Wenen, 30 april 1847) aartshertog van Oostenrijk, prins van Toscane, hertog van Teschen. Hij was de zoon van haar broer keizer Leopold II en Marie Louise van Bourbon